# Erikbelen
Erikbelen ist ein Bergdorf in der türkischen Provinz Tokat und ist an die Kreisstadt Başçiftlik angebunden. Geografisch liegt es in den Canik-Bergen, zehn Kilometer südlich von Başçiftlik und etwa 50 Kilometer östlich der Provinzhauptstadt Tokat. 
An dem Dorf führt die D-100 bzw. Europastraße 5 (E5) vorbei.
Das Dorf ist für die handwerkliche Herstellung der Hirtenflöte Kaval bekannt.